# Суперкубок Іспанії з футболу
Суперкубок Іспанії з футболу (ісп. Supercopa de España) — футбольний турнір в Іспанії.

## Історія
Спочатку він називався Золотий кубок Аргентини (Copa de Oro Argentina), а пізніше — Кубок Еви Дуарте (Copa Eva Duarte), названий так на честь Марії Єва Дуарте де Перон. У випадку, якщо один і той самий клуб був і чемпіоном Іспанії і володарем Кубка Іспанії, то проти нього грав фіналіст Кубка Іспанії.

## Формат
В лютому 2019 року було оголошено, що формат Суперкубка Іспанії буде змінено. Замість звичних двох матчів проводиться міні-турнір. У турнірі беруть участь фіналісти Кубка Іспанії та дві найкращі команди Ліги. Якщо один із фіналістів кубка входить до двійки призерів, то із чемпіонату до турніру делегується і третє місце.

## Переможці
| Команда       | Роки перемог                                                                                  | Роки поразок                                                                |
| ------------- | --------------------------------------------------------------------------------------------- | --------------------------------------------------------------------------- |
| Барселона     | 15 (1983, 1991, 1992, 1994, 1996, 2005, 2006, 2009, 2010, 2011, 2013, 2016, 2018, 2022, 2024) | 12 (1985, 1988, 1990, 1993, 1997, 1998, 1999, 2012, 2015, 2017, 2020, 2023) |
| Реал Мадрид   | 13 (1988, 1989, 1990, 1993, 1997, 2001, 2003, 2008, 2012, 2017, 2019, 2021, 2023)             | 7 (1982, 1995, 2007, 2011, 2014, 2022, 2024)                                |
| Атлетік       | 3 (1984, 2015, 2020)                                                                          | 3 (1983, 2009, 2021)                                                        |
| Депортіво     | 3 (1995, 2000, 2002)                                                                          | 0                                                                           |
| Атлетіко      | 2 (1985, 2014)                                                                                | 5 (1991, 1992, 1996, 2013, 2019)                                            |
| Валенсія      | 1 (1999)                                                                                      | 3 (2002, 2004, 2008)                                                        |
| Реал Сарагоса | 1 (2004)                                                                                      | 2 (1994, 2001)                                                              |
| Мальорка      | 1 (1998)                                                                                      | 1 (2003)                                                                    |
| Севілья       | 1 (2007)                                                                                      | 3 (2010, 2016, 2018)                                                        |
| Реал Сосьєдад | 1 (1982)                                                                                      | 0                                                                           |
| Еспаньйол     | 0                                                                                             | 2 (2000, 2006)                                                              |
| Реал Бетіс    | 0                                                                                             | 1 (2005)                                                                    |